# Pop Smoke
Bashar Barakah Jackson, művésznevén Pop Smoke (New York, 1999. július 20. – Hollywood Hills, 2020. február 19.) amerikai rapper, énekes és dalszerző. A brooklyni drill egyik legsikeresebb képviselője volt rövid karrierje alatt, pályafutása mindössze 14 hónapig tartott. 2018-ban fordult a zenéhez, amikor kiadta MPR című számát. Ismertségét a Welcome to the Party és a Dior című kislemezeivel szerezte.
2019 áprilisában ismerte meg Steven Victort, aki leszerződtette a Victor Victor Worldwide és a Republic Records kiadókhoz. Meet the Woo című mixtape-je 2019 júliusában jelent meg, míg második megjelenése a Meet the Woo 2 volt, 2020 februárjában. Az utóbbi hetedik helyen debütált a Billboard 200-on.
Nem sokkal második mixtape-jének megjelenése után, 2020. február 19-én ismeretlen tettesek a hajnali órákban meggyilkolták Los Angeles-i otthonában. Első posztumusz stúdióalbumának 50 Cent volt a vezető producere. A Shoot for the Stars, Aim for the Moon 2020. július 3-án jelent meg és első helyen debütált a Billboard 200-on. Az albumnak 19 dala is feljutott a Billboard Hot 100-ra. Az albumról olyan sikeres kislemezek jelentek meg, mint a For the Night és a What You Know Bout Love.

## Korai évek
Bashar Barakah Jackson 1999. július 20-án született Brooklynban panamai anya és jamaicai apa gyermekeként. Gyermekkorát Brooklyn Canarsie negyedében töltötte. Egy testvére volt, Obasi. Brooklynban többek között kábítószer-kereskedelemmel kezdett foglalkozni, és 16 éves korában egy BMW 5-ös sorozattal lepte meg magát. Nyolcadikos korában kirúgták iskolájából, mert fegyvert találtak nála. Két évig házi őrizetben is volt fegyverbirtoklás miatt. Fiatal korában dobóhátvédként kosárlabdázott, de szívproblémák miatt megszakadt karrierje.

## Karrierje
Karrierjét 2018-ban kezdte, amíg más előadókkal volt egy stúdióban, kezdetben népszerű New York-i drill dalokat átdolgozva, mielőtt saját zenével kezdett foglalkozni. Egy Geniusszal lefolytatott interjú során elárulta, hogy a művészneve a Poppa (panamai nagyanyja által adott beceneve) és a Smoke (gyerekkori barátai által adott beceneve) becenevek összetétele.
2019 áprilisában megjelent első sikeres kislemeze, a Welcome to the Party, amely az első volt Meet the Woo (2019) mixtape-jéről. A dalt később két alkalommal remixelték, először Nicki Minaj, majd utána Skepta közreműködésével 2019 augusztusában. A dalra az azt tartalmazó brit drill elemek miatt figyeltek fel, amely stílussal később is dolgozott. Ez Pop Smoke 808Melo brit drill producerrel való közreműködésének köszönhető. Egyéb ismertebb dalai az Mpr, a Flexin és a Dior. A Welcome to the Party népszerűvé válása után más sikeres előadókkal dolgozott együtt kislemezeken, például Lil Tjayjel a War című számon és Calboyjal a 100k on a Coupe-on. 2019 decemberében a JackBoysszal és Travis Scott-tal közreműködött a Gatti című dalon, amely az utolsó szám a JackBoys című közreműködő albumról Travis Scott és lemezkiadójának tagjai között.
2020 februárjában megjelent Pop Smoke második mixtape-je Meet the Woo 2 néven, amelyen a rapper Quavóval, A Boogie wit da Hoodie-val, Fivio Foreign-nel és Lil Tjayjel dolgozott együtt. Öt nappal a megjelenés után egy deluxe-változat is megjelent három új dallal: Wolves (közreműködik Nav), Dior (Remix) (közreműködik Gunna) és Like Me (közreműködik PnB Rock). Első turnéja márciusban kezdődött volna meg.

## Posztumusz megjelenések
A Dior, amely a második kislemez volt a Meet the Woo 2-ról, lett Pop Smoke első posztumusz slágere, a 22. helyig jutott a Billboard Hot 100-on és 33. helyig a Brit kislemezlistán. 2020 márciusában 50 Cent bejelentette, hogy ő lesz a rapper debütáló albumának executive producere és be fogja fejezni azt. Olyan előadókat adott az albumhoz, mint Roddy Ricch, Drake és Chris Brown.  A New York-i raplegenda egy díjátadó showt is ígért Pop Smoke anyjának.
2020. április 16-án bejelentették, hogy a rapper életéről dokumentumfilm készül. 2020. május 14-én Victor bejelentette, hogy Pop Smoke debütáló stúdióalbuma 2020. június 12-én fog megjelenni. Az album címe Shoot for the Stars, Aim for the Moon volt. Az megjelenést elhalasztották George Floyd meggyilkolását követően, és június 12-én a Make It Rain kislemez jelent meg helyette.
Az album eredeti borítóját, amelyet Virgil Abloh készített, tiszteletlennek és lustának nevezték a rapper rajongói, amelynek következtében Ryder Ripps elkészítette az album végső borítóját, amelyen egy rózsa látható egy fekete háttér előtt. Pop Smoke anyja a megjelenés előtt órákkal döntött a végső borító mellett.
Az album 2020. július 3-án jelent meg, több országban is első lett a slágerlistákon. Az album mind a 19 dala feljutott a Billboard Hot 100-ra, a For the Night (Lil Baby és DaBaby közreműködésével) hatodik lett. 2020. július 20-án, amely Pop Smoke 21. születésnapja lett volna, kiadták az album Deluxe verzióját, amelyen 15 új dal szerepelt. A What You Know Bout Love, az album ötödik kislemeze kilencedik helyig jutott a Billboard Hot 100-on. 2021. február 26-án az AP című kislemezt kiadták, a Boogie filmzenéjének első kislemezeként. A filmben Pop Smoke Monk szerepében játszott.
Pop Smoke második posztumusz albuma 2021. július 16-án jelent meg, Faith címen. Az albumon közreműködött többek között Kid Cudi, Dua Lipa, Kanye West, Pusha T, Rick Ross, 21 Savage, Lil Tjay, Future és Pharrell. A lemez első helyen debütált a Billboard 200-on, amellyel Pop Smoke az első előadó lett, akinek első két posztumusz lemeze ezt elérte. Július 20-án megjelent az album deluxe kiadása, amely a rapper 22. születésnapja lett volna. Tíz nappal később további hat számot adtak a lemezhez.

## Jogi esetek
2020. január 17-én, miután visszatért Párizsból, a szövetségi hatóságok letartóztatták Pop Smoke-ot a John Fitzgerald Kennedy nemzetközi repülőtéren, és azzal vádolták, hogy lopott járművel lépett át államhatáron. A jármű egy Rolls-Royce Wraith volt, amelynek tulajdonosa azt jelentette, hogy ellopták, miután Smoke állítólag kölcsönvette Kaliforniában egy zenei videoklip készítéséhez, azzal a feltétellel, hogy azt másnap visszajuttatja. A hatóságok Jackson anyjának házában, Brooklyn Canarsie negyedében találták meg az autót, amelyen alabamai sportrendszám volt, és az ablakai be voltak sötétítve. Letartóztatását követően rá akarták venni, hogy adjon ki információkat a Crips, a GS9 bandákról és másik brooklyni gangekről, amelyet ő nem tett meg. Smoke nem vallotta bűnösnek magát, és ugyanazon a napon 250 000 dolláros óvadék ellenében és azzal a feltétellel, hogy távol marad Crips tagoktól, szabadlábra helyezték. Ezen feltétel miatt nem tudott fellépni Brooklynban, a bandatagok helyszínen való tartózkodása miatt.

## Halála
2020. február 19-én halt meg, miután ismeretlen tettesek a hajnali órákban kétszer meglőtték Hollywood Hills-i otthonában. A hatóságok szerint a kapucnis elkövetők négyen voltak, és hajnali 4ː30-kor hatoltak be a házba. Egyikükön símaszk volt és pisztollyal volt felfegyverezve. A rendőrség az amerikai keleti partról kapott bejelentést. Ezután hat perccel érkeztek ki és találták meg lőtt sebekkel Pop Smoke-ot. A Cedars-Sinai Medical Centerbe lett beszállítva, ahol halottnak nyilvánították. A Los Angeles Megyei Törvényszéki Halottkém Hivatal szerint a halál oka a testre leadott lövések voltak. Pop Smoke-ot a Green-Wood temetőben temették el. Koporsóját lovak húzták, üvegablakokkal és fehér függönyökkel körülvéve.
Egy nappal halála előtt Pop Smoke és Michael Durodola több képet is posztoltak közösségi médiára, amelyben látható volt címe. A rapper ezek mellett posztolt képeket ajándékokról, amit kapott. Egyiken látható volt a ház címe, ezzel kiadva tartózkodási helyét.
2020. július 9-én három felnőtt férfit és két fiatalkorút letartóztattak a gyilkossággal kapcsolatban. Pop Smoke gyilkosai Corey Walker (19), Keandre D. Rodgers (18), Jaquan Murphy (21), illetve egy 15 és egy 17 éves személy voltak.
Walkert és Rodgerst különleges körülményű gyilkossággal vádolták, tekintve, hogy egy betörés közben történt a bűntett. Később egy bíró eldöntötte, hogy Rodgers a gyilkosság idején még fiatalkorú volt. Walker védőügyvédje Christopher Darden, aki az O. J. Simpson-ügyön is dolgozott. Walker akár halálbüntetést is kaphat, ha bűnösnek találják. A két fiatalkorú személyt fiatalkorúak bíróságán gyilkossággal és betöréssel vádolják. Murphy vádját gyilkossági kísérletre módosították. George Gascón megválasztásával, mint Los Angeles megye kerületi ügyésze, a halálbüntetést nem fogják lehetséges kimenetelként figyelembe venni, mert Gascón megígérte, hogy soha nem fog a módszer ilyen büntetés dönteni.
2021 májusában új információk kerültek napvilágra, amely szerint Pop Smoke éppen zuhanyozott, mikor a maszkos férfiak a második emeleten keresztül betörtek a házba. Egy nőt, aki akkor a rapperrel együtt volt, megfenyegettek a betörők, hogy meggyilkolják. A nő hallotta, ahogy Pop Smoke kiabált a fürdőszobában.
A rapper kirohant a szobából és ekkor lőtték meg. Két másik férfi elkezdte rugdosni. A rapper még fel tudott kelni és lerohanni az emeletről, de kétszer ismét rálőttek. A nő követte Pop Smoke-ot és kiabált Durodolának, hogy hívja a rendőröket. A betörők ellopták a rapper arany óráját és más ékszereket, mielőtt eltávoztak volna.
2020 májusában, nem hivatalos információk szerint a 15 éves betörő elismerte, hogy ő ölte meg a rappert, egy gyémántokkal kirakott Rolex óra miatt. A 15 éves azt mondta, hogy Pop Smoke először beleegyezett az ékszerek átadásába, majd megpróbált küzdeni ellenük, amely következtében a rappert meglőtték egy Beretta M9-cel. Az órát végül mindössze 2000 dollárért adták el.

Pop Smoke szülei, Audrey és Greg Jackson megosztották emlékeiket fiukról, mielőtt elmondták, hogyan vette el tőlük a fegyveres erőszakkal.
„Február 19-én 4: 00-kor fegyverrel vették el tőlem a fiamat. Ti Pop Smoke néven ismeritek, de mi Sharnak hívtuk. A fegyverrel elkövetett erőszak miatt soha nem látom, hogy a fiam felszalad a lépcsőn,  egyszerre kettőt fokot véve; soha többé nem fogja meg a kezem és nem táncol velem; nem fog bejönni a szobámba, és az izmait mutogatva pózolni a tükörbe. A fegyveres erőszak tönkreteszi a családokat. Meg kell állítani.” – Audrey Jackson a Fegyveres erőszak elpusztítja a családokat reklám közben

## Diszkográfia

### Stúdióalbumok
- Shoot for the Stars, Aim for the Moon (2020)
- Faith (2021)

### Mixtape-ek
- Meet the Woo (2019)
- Meet the Woo 2 (2020)

## Díjak és jelölések
| Év   | Díj                    | Jelölt/Munka                                      | Kategória                               | Eredmény | For.          |
| ---- | ---------------------- | ------------------------------------------------- | --------------------------------------- | -------- | ------------- |
| 2020 | BET Awards             | Önmaga                                            | Legjobb új előadó                       | Jelölve  | [ 55 ]        |
| 2020 | MTV Video Music Awards | Önmaga                                            | Legjobb új előadó                       | Jelölve  | [ 56 ] [ 57 ] |
| 2020 | MTV Video Music Awards | The Woo (50 Cent és Roddy Ricch közreműködésével) | A nyár dala                             | Jelölve  | [ 56 ] [ 57 ] |
| 2020 | BET Hip Hop Awards     | Önmaga                                            | Legjobb új hiphopelőadó                 | Elnyerte | [ 58 ]        |
| 2021 | ARIA Music Awards      | Pop Smoke – Shoot for the Stars, Aim for the Moon | ARIA-díj a legjobb nemzetközi előadónak | Jelölve  | [ 59 ]        |
| 2021 | Grammy-díj             | Dior                                              | Legjobb rapteljesítmény                 | Jelölve  | [ 60 ]        |
| 2021 | Billboard Music Awards | Önmaga                                            | Legjobb előadó                          | Jelölve  | [ 61 ]        |
| 2021 | Billboard Music Awards | Önmaga                                            | Legjobb új előadó                       | Elnyerte | [ 61 ]        |
| 2021 | Billboard Music Awards | Önmaga                                            | Legjobb férfi előadó                    | Jelölve  | [ 61 ]        |
| 2021 | Billboard Music Awards | Önmaga                                            | Legjobb Billboard 200 előadó            | Jelölve  | [ 61 ]        |
| 2021 | Billboard Music Awards | Önmaga                                            | Legjobb Hot 100 előadó                  | Jelölve  | [ 61 ]        |
| 2021 | Billboard Music Awards | Önmaga                                            | Legjobb dalstreaming előadó             | Jelölve  | [ 61 ]        |
| 2021 | Billboard Music Awards | Önmaga                                            | Legjobb rapelőadó                       | Elnyerte | [ 61 ]        |
| 2021 | Billboard Music Awards | Önmaga                                            | Legjobb férfi rapelőadó                 | Elnyerte | [ 61 ]        |
| 2021 | Billboard Music Awards | Shoot for the Stars, Aim for the Moon             | Legjobb Billboard 200 album             | Elnyerte | [ 61 ]        |
| 2021 | Billboard Music Awards | Shoot for the Stars, Aim for the Moon             | Legjobb rapalbum                        | Elnyerte | [ 61 ]        |

## Filmográfia
| Év   | Cím        | Szerep | Jegyzetek      | Forrás |
| ---- | ---------- | ------ | -------------- | ------ |
| 2021 | Boogie     | Monk   | Kisebb szerep  | [ 62 ] |
| 2021 | Ismeretlen | Önmaga | Dokumentumfilm | [ 21 ] |